# Haploops tenuis
Haploops tenuis är en kräftdjursart som beskrevs av Kanneworff 1966. Haploops tenuis ingår i släktet Haploops, och familjen Ampeliscidae. Arten är reproducerande i Sverige.